# Biografielijst Cm

## Cmi
- Viktorija Čmilytė (1983), Litouws schaakster en politica

## Cmo
- Pavel Čmovš (1990), Tsjechisch voetballer